# محمد عبدالحفیظ
محمد عبدالحفیظ (انگلیسی: Mohamed Abdel Hafiz؛ زادهٔ ۱۹۳۹) بازیکن واترپلو اهل مصر بود.